# Мухаммед бін Тані
Шейх Мухаммед бін Тані (араб. محمد بن ثاني), до 2 жовтня 1788 - 18 грудня 1878); повне ім'я - Мухаммед бін Тані бін Мухаммед аль-Тамір (араб. محمد بن ثاني بن محمد آل ثامر) - другий емір Дохи після свого батька, шейха Тані бін Мухаммеда Аль-Таміра, від 1868 року емір всього Катару. Він відомий насамперед як батько шейха Джасіма бін Мухаммеда Аль Тані, засновника емірату Катар, який відбив свої володіння від османської армії наприкінці XIX століття.

## Біографія
Шейх Мухаммед бін Тані народився у Фувайріті (Катар) до 2 жовтня 1788. Він був другим з п'яти його синів. 1847 року його родина переїхала до Дохи, де батько Мухаммеда зайняв посаду хакіма. Після смерті батька 1860 року Мухаммед став главою свого клану і хакімом Дохи. Незабаром шейх Мухаммед бін Тані розширив свій вплив на весь Катарський півострів і зміцнив свої позиції на зовнішньому рівні, вступивши в союз із Фейсалом бін Туркі, еміром другої саудівської держави, який особисто відвідав Катар на початку 1851 року.
1863 року катарці зробили спробу звільнитися з-під влади Бахрейну. 1867 року бахрейнці завдали поразки об'єднаним силам місцевих племен, але в вересні 1868 року англійці скинули шейха Бахрейну Мухаммада. Новий шейх Алі визнав незалежність Катару. 12 вересня 1868 року шейх Мухаммед бін Тані підписав договір з полковником Льюїсом Пеллі, британським резидентом у Перській затоці, який визнав незалежність Катару.
У червні 1871 року Мухаммед бін Тані визнав васальну залежність від Османської імперії, в Ель-Бідді (передмісті Дохи) влаштувався спеціальний турецький чиновник, а шейх Мухаммед був оголошений каймакамом Катару.
1876 року Мухаммед бін Тані зрікся влади в зв'язку з похилим віком на користь свого старшого сина шейха Джасіма бін Мухаммада Аль Тані.
Шейх Мухаммед помер за два роки після свого зречення від престолу. Він помер 18 грудня 1878 року від старості.